# جورج والاس (ممثل)
جورج والاس (بالإنجليزية: George Wallace)‏ هو كاتب سيناريو وممثل أمريكي، ولد في 21 يوليو 1952 بأتلانتا في الولايات المتحدة.

## أعمال

### أفلام
- (1995) باتمان للأبد[4][5][6]
- (2009) أشخاص ظرفاء[7]

## وصلات خارجية
- جورج والاس على موقع IMDb (الإنجليزية)
- جورج والاس على موقع ألو سيني (الفرنسية)
- جورج والاس على موقع ميوزك برينز (الإنجليزية)
- جورج والاس على موقع أول موفي (الإنجليزية)
- جورج والاس على موقع قاعدة بيانات الأفلام السويدية (السويدية)
- جورج والاس على موقع إن إن دي بي (الإنجليزية)
- جورج والاس على موقع قاعدة بيانات الفيلم (الإنجليزية)
- جورج والاس على موقع كينوبويسك (الروسية)